# Antrodiaetus cerberus
Espèce
Antrodiaetus cerberus est une espèce d'araignées mygalomorphes de la famille des Antrodiaetidae.

## Distribution
Cette espèce se rencontre dans le Nord-Est de l'État de Washington aux États-Unis et dans le Sud-Est de la Colombie-Britannique au Canada,. Elle a été découverte dans le comté de Stevens.

## Publication originale
- Coyle, 1971 : Systematics and natural history of the mygalomorph spider genus Antrodiaetus and related genera (Araneae: Antrodiaetidae). Bulletin of the Museum of Comparative Zoology, vol. 141, no 6, p. 269-402 (texte intégral).